# Webb C. Ball
Pour les articles homonymes, voir Ball.
Webb C. Ball est né à Fredericktown (Ohio), le 6 octobre 1847 et mort le 6 mars 1922, et devint horloger / bijoutier. Quand le Standard de temps fut adopté en 1883, il fut le premier à utiliser les signaux horaires, ainsi introduisant une mesure de temps exacte à  Cleveland (Ohio).
Après une grave collision frontale de deux trains à Kipton (Ohio) appartenant à deux compagnies de chemin de fer différentes - causée par un arrêt momentané de 5 minutes de la montre d'un responsable de l'horaire des trains - les officiels des diverses compagnies décidèrent de créer un poste d'inspecteur général des temps horaires, « General Time Inspector », afin d'établir des standard de précision et de fiabilité des montres utilisées, ainsi que leur inspection régulière.
Il établit des règles strictes pour la manufacture de gardes-temps précis et fiable, qui sont toujours à la base de critères actuels des chronomètres officiellement certifiés: résistance au magnétisme, précision dans 5 positions, isochronisme, réserve de marche.
En plus il établit un système de contrôles stricts et réguliers de la précision dans la mesure du temps de chaque chronomètre de chemin-de-fer, avec enregistrement des résultats à chaque inspection. Waltham Watch Company  fut immédiatement à même de répondre à ces nouvelles exigences si nécessaires pour la sécurité, suivie par Elgin Watch Company & la majorité des autres manufactures horlogères américaines.
À la fin de sa carrière, Webb C. Ball contrôlait un système de plus de 125 000 miles de rails aux États-Unis, Mexico & Canada, ayant contribué d'une manière essentielle à la sécurité de l'ensemble des systèmes de transports par chemin-de-fer au monde.